# Giáo phận Jeju
Giáo phận Jeju (tiếng Hàn Quốc: 천주교 제주교구; tiếng Latinh: Dioecesis Cheiuensis) là một giáo phận của Giáo hội Latinh trực thuộc Giáo hội Công giáo Rôma ở Hàn Quốc. Giáo phận nằm trong giáo tỉnh Gwangju, Hàn Quốc, tuy nhiên các hoạt động truyền giáo của giáo phận do Bộ Truyền giáo quản lí. Nhà thờ chính tòa của giáo phận là Nhà thờ chính tòa Đức Mẹ vô nhiễm nguyên tội ở thành phố Jeju.

## Địa giới
Địa giới giáo phận bao gồm toàn bộ tỉnh Jeju, tỉnh có đảo Jeju, đảo lớn nhất của Hàn Quốc trên eo biển Triều Tiên.
Tòa giám mục được đặt tại thành phố Jeju, cũng là nơi đặt Nhà thờ chính tòa Joong-Ang Cheju của giáo phận.
Giáo phận được chia thành 28 giáo xứ.

## Lịch sử
Hạt Phủ doãn Tông tòa Cheju được thành lập vào ngày 28/6/1971 theo tông sắc Quoniam supremi của Giáo hoàng Phaolô VI, tách ra từ Tổng giáo phận Gwangju.
Vào ngày 21/3/1977 Hạt Phủ doãn Tông tòa được nâng cấp thành một giáo phận theo tông sắc Munus Apostolicum của Giáo hoàng Phaolô VI.
Vào ngày 9/6/2021, giáo phận đổi tên thành như hiện tại.

## Thống kê
Đến năm 2021, giáo phận có 82.083 giáo dân trên dân số tổng cộng 674.635, chiếm 12,2%.
| Năm  | Dân số   | Dân số    | Dân số | Linh mục      | Linh mục       | Linh mục      | Linh mục                | Phó tế | Tu sĩ     | Tu sĩ    | Giáo xứ |
| Năm  | giáo dân | tổng cộng | %      | linh mục đoàn | linh mục triều | linh mục dòng | tỉ lệ giáo dân/linh mục | Phó tế | nam tu sĩ | nữ tu sĩ | Giáo xứ |
| ---- | -------- | --------- | ------ | ------------- | -------------- | ------------- | ----------------------- | ------ | --------- | -------- | ------- |
| 1980 | 14.483   | 456.988   | 3,2    | 15            | 6              | 9             | 965                     |        | 12        | 27       | 10      |
| 1990 | 29.698   | 516.946   | 5,7    | 19            | 14             | 5             | 1.563                   |        | 8         | 51       | 14      |
| 1999 | 47.297   | 534.715   | 8,8    | 35            | 27             | 8             | 1.351                   |        | 10        | 87       | 22      |
| 2000 | 50.761   | 539.439   | 9,4    | 34            | 27             | 7             | 1.492                   |        | 10        | 100      | 22      |
| 2001 | 52.468   | 543.323   | 9,7    | 31            | 25             | 6             | 1.692                   |        | 9         | 100      | 22      |
| 2002 | 54.550   | 547.964   | 10,0   | 31            | 25             | 6             | 1.759                   |        | 9         | 100      | 23      |
| 2003 | 57.198   | 552.310   | 10,4   | 32            | 26             | 6             | 1.787                   |        | 8         | 101      | 23      |
| 2004 | 58.512   | 553.864   | 10,6   | 34            | 29             | 5             | 1.720                   |        | 8         | 105      | 23      |
| 2006 | 62.113   | 559.747   | 11,1   | 38            | 31             | 7             | 1.634                   |        | 9         | 106      | 24      |
| 2013 | 70.546   | 592.449   | 11,9   | 49            | 42             | 7             | 1.439                   | 1      | 7         | 99       | 27      |
| 2016 | 75.579   | 641.355   | 11,8   | 54            | 46             | 8             | 1.399                   | 2      | 8         | 108      | 27      |
| 2019 | 80.292   | 692.032   | 11,6   | 56            | 48             | 8             | 1.433                   |        | 8         | 117      | 28      |
| 2021 | 82.083   | 674.635   | 12,2   | 79            | 61             | 18            | 1.039                   |        | 21        | 114      | 28      |

## Lãnh đạo

### Giám mục quản nhiệm
- Harold William Henry (28/6/1971 – 1/3/1976; Giám quản Tông tòa)
- Micae Pak Jeong-il (15/4/1977 – 8/6/1982), sau trở thành Giám mục Jeonju
- Phaolô Kim Tchang-ryeol (11/11/1983 – 15/7/2002)
- Phêrô Kang U-il (15/7/2002 – 22/11/2020)[2][3]
- Piô Moon Chang-woo (22/11/2020[3] – nay)

### Giám mục phó
- Piô Moon Chang-woo (15/8/2017 – 22/11/2020)[3]